# Josef Hofer (Komponist)
Josef Hofer (* 23. Oktober 1848 in Amesschlag (Oberösterreich); † 16. März 1912 in Putzleinsdorf) war ein österreichischer Komponist, Kirchenmusiker, Kapellmeister und Pädagoge.

## Leben und Wirken
Der Sohn eines Hausbesitzers kam im Alter von zehn Jahren als Sängerknabe nach Wilhering und besuchte ab 1862 das k. k. Stiftsgymnasium in Linz. 1870 war er Lehrer in Kirchberg ob der Donau, ab 1871 in Putzleinsdorf, wo er 1874 die Schulleitung übernahm.
Er gründete 1849 die Musikkapelle Putzleinsdorf, war Chorregent, Organist und Kapellmeister der Ortsmusik.
Ab den 1870er Jahren komponierte er vor allem Kirchenmusik, um 1900 Orchestermusik und Märsche für Salonorchester, beeinflusst von Carl Michael Ziehrer und Johann Strauss (Sohn). Weiters komponierte und orchestrierte er auch für Blasmusik, z. B. die Mühlviertler Hymne (Text: Norbert Hanrieder) oder Gott zum Gruß im Böhmerwalde.
Hofers Werke wurden durchgehend gepflegt und aufgeführt, etwa durch die Hanrieder-Hofer-Sängerrunde, den Volksliedchor des Kirchenchores Putzleinsdorf.